# Gołębiów II
Gołębiów II – dzielnica Radomia, która powstała na terenie dawnych wsi Gołębiów i Gołębiów Wójtostwo. Obszar osiedla określa kwadrat wyznaczony skrzyżowaniami ulic: Zółkiewskiego, Zbrowskiego, 11 listopada i Chrobrego. Osią osiedla jest ulica Paderewskiego biegnąca od ulicy Zbrowskiego do Daszyńskiego, która łączy się z Chrobrego.
Pierwsze bloki na terenie osiedla powstawały na początku lat 80. Obecnie na terenie dzielnicy buduje kilku inwestorów – SM "Łucznik", RSM, RTBS "Administrator", Intersol Developer i spółka "Merkury". Znajdują się tu: Publiczna Szkoła Podstawowa nr 6 oraz Publiczne Gimnazjum nr 22. Na osiedlu znajduje się parafia św. Piotra (ul. Ks. Szymona Chodowicza 1), gdzie swoją siedzibę ma również Klub Sportowy Petrus Radom. 

## Komunikacja i transport
Dzielnicę obsługuje komunikacja miejska autobusami linii 3, 11 i 16 (przystanek końcowy), które przebiegają środkiem osiedla, oraz 7, 13, 21, 23, 24 (ul. Chrobrego), 18 i prywatna linia L (ul. Zbrowskiego), przebiegające po granicy osiedla. Dzielnica jest słabo skomunikowana z innymi częściami miasta. Do osiedla wiodą tylko 2 ulice, Zbrowskiego i Chrobrego. Najważniejszą arterią zapewniająca połączenie z centrum miasta jest ulica Bolesława Chrobrego. Po zachodniej stronie ulicy znajduje się Uniwersytet Technologiczno-Humanistyczny wraz z osiedlem akademickim. Ulica ta posiada szeroki pas rozdziału pomiędzy jezdniami – wybudowany z myślą o realizacji trakcji tramwajowej.